# Guy Jenkin
Guy Jenkin (nascut el 1955) és un director de cinema i escriptor de comèdia anglès més conegut per treballar juntament amb Andy Hamilton en comèdies i sitcoms com Drop the Dead Donkey (1990-1998), Outnumbered (2007-2014), i Ballot Monkeys (2015).
El 2002 va escriure la comèdia satírica Jeffrey Archer: The Truth, amb Damian Lewis interpretant Jeffrey Archer, i el 2003 el llargmetratge dramàtic The Sleeping Dictionary, protagonitzat per Jessica Alba.
Jenkin també va contribuir a la popular sèrie de la BBC del 2006-2007 Life on Mars, escrivint el guió de l'episodi sisè de la segona temporada sobre l'heroïna el 1973 i la comunitat asiàtica. L'episodi explora el racisme en aquell moment.
Jenkin està casat amb Bernadette Davis, la creadora i escriptora de Some Girls. El 2014 va codirigir i coescriure amb Andy Hamilton la pel·lícula El nostre últim estiu a Escòcia.